# Manuela Mair (sciatrice 1982)
Manuela Mair (1982) è un'ex sciatrice alpina austriaca.

## Biografia
Attiva dal dicembre del 1997, in Coppa Europa la Mair esordì il 19 gennaio 2000 a Haus in discesa libera (28ª), ottenne il miglior piazzamento il 2 febbraio 2001 a Pra Loup in supergigante (4ª) e prese per l'ultima volta il via il 23 gennaio 2004 a Innerkrems nella medesima specialità (50ª). Si ritirò durante quella stessa stagione 2003-2004 e la sua ultima gara fu un supergigante FIS disputato il 26 febbraio a Radstadt; non debuttò in Coppa del Mondo né prese parte a rassegne olimpiche o iridate.

## Palmarès

### Coppa Europa
- Miglior piazzamento in classifica generale: 37ª nel 2001

### Campionati austriaci
- 1 medaglia:
  - 1 bronzo (combinata nel 2000)